# 鑾儀衛
鑾儀衛為中國清朝的官署，负责皇室车驾仪仗等礼仪方面的杂务。長官為鑾儀衛掌衛事大臣，正一品。

## 简介
清朝顺治元年（1644年）设，初沿明制称“锦衣衛”，顺治二年改称“鑾儀衛”。顺治十一年（1654年）厘定品级、员额，遂成定制。宣統時改為“鑾輿衛”。1912年，清朝滅亡後，該官署被廢除。
朱一新《京师坊巷志稿》“刑部街”中说：“大理寺、刑部、都察院、太常寺、鑾儀衛俱在西，详衙署。”“又鑾儀衛署，明锦衣卫也，刑部署亦相传为明锦衣衛故址。殆即其地而分建二署欤。”刑部街为南北走向，全长与如今人民大会堂南北长度近似，后来在中华民国时期更名为“司法部街”，1958年兴建人民大会堂时被拆除。
鑾儀衛设有两个鑾駕庫，分别俗称内鑾駕庫、外鑾駕庫。内鑾駕庫位于紫禁城内东南角。外銮驾库设在东长安门外。《京师坊巷志稿》“东长安街”中说：“中有坊曰长安街，井二。南为堂子，详坛庙。翰林院、鑾儀衛外驾库在南，理藩院在北，详衙署。”理藩院所在位置现为北京饭店旧楼。外鑾駕庫应在北京饭店对面，东长安街以南。
清朝末年设立的修订法律馆就在鑾輿衛旧址。章宗祥回忆清朝末年在修订法律馆编译刑律草案时的经历：“旧派中有新思想者，惟董绶经一人。董自开馆后，热心进行，与余讨论研究最切。除会议日外，董与余每日辄在馆编译草案，虽盛夏不事休息。馆为鑾輿衛旧址，房屋已陈腐失修，雨日地面出水，潮气逼人，两人对坐，余口译，董笔述，至今犹能忆及当时情状。”